# Уэст Вирджиния Маунтинирс (баскетбол)
Уэст Вирджиния Маунтинирс (англ. West Virginia Mountaineers, "Горцы Западной Виргинии") — баскетбольная команда, представляющая Университет Западной Виргинии в первом баскетбольном мужском дивизионе NCAA. Располагается в Моргантауне (штат Западная Виргиния). В настоящее время команда выступает в конференции Big 12. 
В 2012 году команда получила самый высокий номер посева — 10 в Восточном регионе и дошла до второго раунда плей-офф, где проиграла 7 сеянной команде «Гонзага Бульдогс» о счётом 77:54.

## Рекорды команды

### За карьеру
- Очков: Джерри Уэст (2,309)
- Подборов: Джерри Уэст (1,240)
- Передач: Стив Бергер (574)
- Перехватов: Грег Джонс (251)
- Игр: Да'Шон Батлер (146)
- Игр в стартовом составе: Йоханес Хербер (128)
- Дабл-даблов: Джерри Уэст (70)
- 30-очковых игр: Джерри Уэст (29)
- Трёхочковых: Алекс Руофф (261)

### За один сезон
- Очков: Джерри Уэст (908, 1960)
- Подборов: Джерри Уэст, (510, 1960)
- Передач: Рон Уилльямс (197, 1967)
- Перехватов: Дамьен Оуэнс (97, 1998)
- Дабл-даблов: Джерри Уэст (30, 1960)
- 30-очковых игр: Джерри Уэст (15, 1960)

### За игру
- Очков: Род Хандли (54, vs Фурмана 1957)
- Подборов: Джерри Уэст/Мэк Изнер (31, vs Джорджа Вашингтона/Виргиния Тех 1960/1952)
- Передач: Стив Бергер (16, vs Питтсбурга 1989)
- Перехватов: Дрю Шифино (11, vs Сельскохозяйственный и механический колледж Арканзаса 2001)
- Трипл Даблов: Род Торн (28 очков, 13 подборов, 11 передач, vs Бонавентура 1962)
- Трёхочковых: Тони Кубридис (8, vs Сетон Холл 1996)

## Достижения
- Финалист NCAA: 1959
- Полуфиналист NCAA: 1959, 2010
- Четвертьфиналист NCAA: 1959, 2005, 2010
- 1/8 NCAA: 1959, 1960, 1963, 1998, 2005, 2006, 2008, 2010, 2015, 2017, 2018
- Участие в NCAA: 1955, 1956, 1957, 1958, 1959, 1960, 1962, 1963, 1965, 1967, 1982, 1983, 1984, 1986, 1987, 1989, 1992, 1998, 2005, 2006, 2008, 2009, 2010, 2011, 2012, 2015, 2016, 2017, 2018
- Победители турнира конференции: 1955, 1956, 1957, 1958, 1959, 1960, 1962, 1963, 1965, 1967, 1983, 1984, 2010
- Победители регулярного чемпионата конференции: 1952, 1955, 1956, 1957, 1958, 1959, 1961, 1962, 1963, 1967, 1977, 1982, 1985, 1989